# Manfred Weinland
Manfred Weinland (* 23. April 1960 in Zweibrücken), auch bekannt unter dem Pseudonym Adrian Doyle, ist ein deutscher Autor.
Er hat seit 1977 rund 300 Veröffentlichungen, vor allem als Heftroman, aber auch als Taschenbuch, Paperback oder Hardcover, als Autor in den Genres Horror, Science-Fiction, Fantasy, Krimi und anderen vorzuweisen. Seine diesbezügliche Laufbahn begann er schon mit gerade einmal 14 Jahren mit Veröffentlichungen in diversen Fanzines. Seine erste halbprofessionelle Veröffentlichung war eine SF-Story in der von Perry-Rhodan-Autor William Voltz herausgegebenen Anthologie „Das zweite Ich“. Über die Romanagentur Grasmück fing er Ende der 1970er Jahre an, bei verschiedenen Heftroman-Reihen und -Serien der Verlage Zauberkreis, Bastei und Pabel-Moewig mitzuwirken. Neben Romanen für Perry Rhodan Taschenbuch und Jerry Cotton schrieb er für fast alle gängigen Titel im Phantastik-Bereich: Gespenster-Krimi, Damona King, Vampir-Horror-Roman, Dämonen-Land, Dino-Land, Mitternachts-Roman, Irrlicht, Professor Zamorra, Maddrax, Mission Mars und 2012. Daneben gab es Ausflüge ins Trucker-Milieu (Trucker King) und den Kurzkrimi (Neue Post, Neue Revue etc.). Für den Bastei-Verlag hat er außerdem zwei umfangreiche Serien entwickelt, exposémäßig betreut und über weite Strecken allein verfasst: Bad Earth und Vampira.
Weinland arbeitet außerdem als Übersetzer und Lektor, u. a. für diverse deutschsprachige Romane zu Star Wars sowie Romanadaptionen von Computerspielen.
Für die von ihm verfasste Kurzgeschichte »Herz in Bernstein« erhielt er den Deutschen Phantastik-Preis für die beste Kurzgeschichte des Jahres 2001.
Aktuell arbeitet er – neben Maddrax – auch an der bei Bastei-Lübbe erscheinenden Professor Zamorra-Serie mit.